# Роспуск Сейма Латвии
Роспуск Сейма Латвии — закрепленное в Сатверсме (Конституции Латвии) право президента (согласно статьям 48—50) или 10 % избирателей (согласно статье 14, после поправок, внесённых в апреле 2009 года) инициировать роспуск Сейма Латвии. Если президент принимает решение инициировать роспуск Сейма, то проводится референдум, где без кворума решается вопрос о роспуске Сейма. Если на референдуме большинство поддержит роспуск парламента, то назначаются новые выборы Сейма, а повестку заседаний старого Сейма до начала деятельности нового определяет президент; в противном случае президент уходит в отставку, и на остаток его срока полномочий парламентом избирается новый президент. Если 10 % избирателей инициируют референдум о роспуске парламента, то кворум на нём составляет две трети участников последних выборов Сейма.

## История
В истории Латвии Сейм распускался дважды. Президент министров Карлис Улманис в мае 1934 года распустил Четвёртый Сейм, не имея, однако, на то полномочий. В мае 2011 года президент В. Затлерс вынес вопрос о роспуске Десятого Сейма на референдум, и в июле большинство явившихся граждан проголосовали за роспуск.
В январе 2009 года, на фоне экономического кризиса и массовых акций протеста, президент Затлерс сообщал о готовности запустить процедуру роспуска Сейма, если в конституцию не будут внесены поправки о праве народа распускать Сейм.

## Инициатива 2019 года
По инициативе избирателей с 15 ноября 2019 года начат сбор подписей за роспуск нынешнего 13 Сейма. ЦИК зарегистрировал инициативу и позволил двум группам избирателей начать сбор подписей. Всего за год надо собрать 154 865 подписей (10 %) для проведения референдума о роспуске Сейма. По состоянию на 13 декабря, собрано более 42 тысяч подписей.
28 ноября 2019 года профсоюз медиков подал свою инициативу начать сбор подписей за роспуск нынешнего Сейма в ЦИК.
3 декабря партия Согласия поддержала сбор подписей за роспуск 13 Сейма.
13 декабря ЦИК зарегистрировал четвёртую инициативу от партийного объединения «Новое согласие».